# أندريه كوكس
أندريه كوكس (بالإنجليزية: André Cox)‏ هو كبير الإداريين التنفيذيين سويسري وبريطاني، ولد في 12 يوليو 1954 في هراري في زيمبابوي.